# Desa Cibuluh (administrativ by i Indonesien, lat -6,67, long 108,06)
Desa Cibuluh är en administrativ by i Indonesien.   Den ligger i provinsen Jawa Barat, i den västra delen av landet, 140 km öster om huvudstaden Jakarta.